# Steht auf, ihr lieben Kinderlein

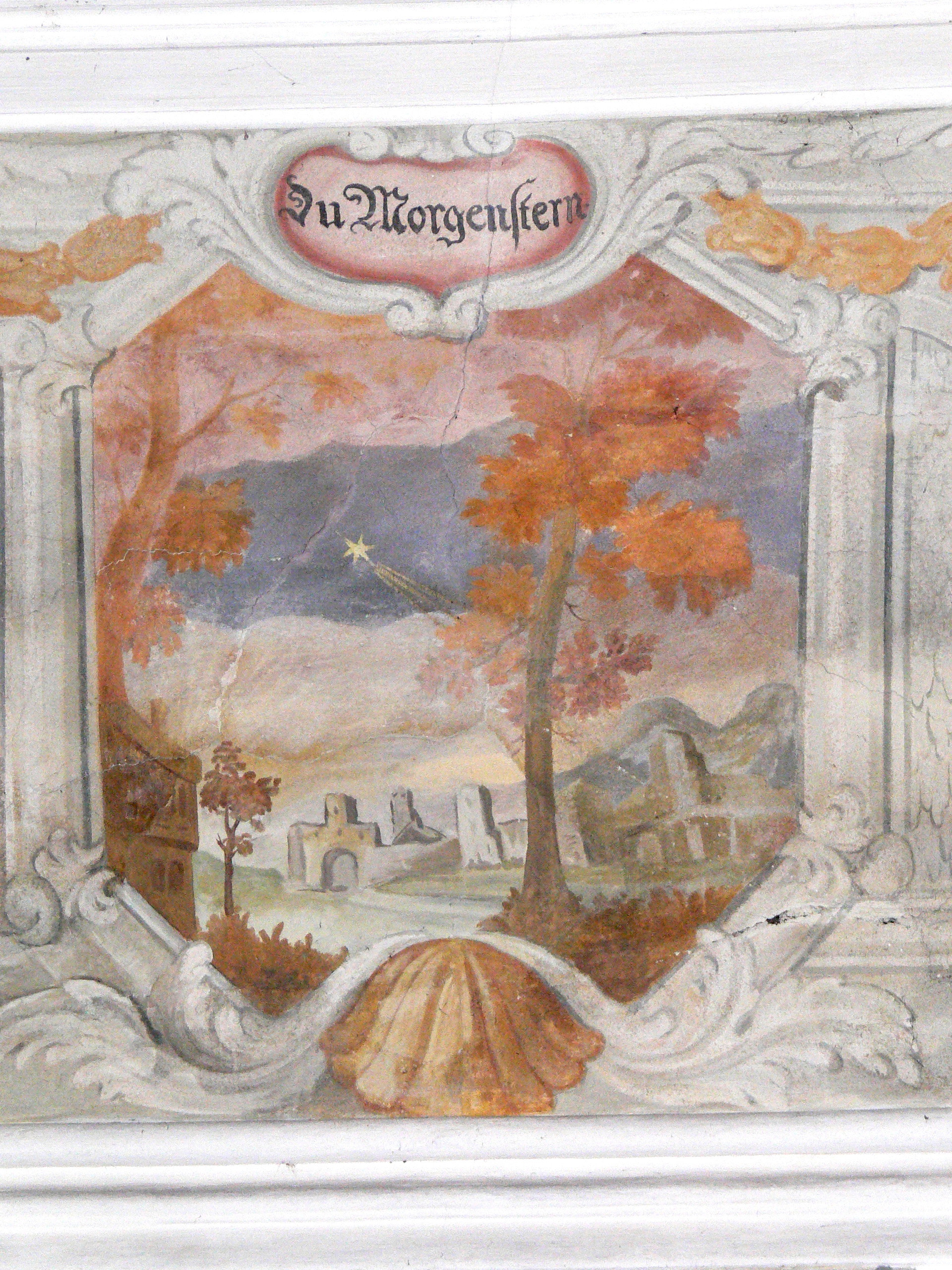
Morgenstern. Kapelle Altenmarkt

Steht auf, ihr lieben Kinderlein ist ein Kirchenlied, das Erasmus Alberus vor 1553 geschaffen hat. Es erschien um 1560 bei Nikolaus Herman. Die Melodieⓘ stammt aus dem 15. Jahrhundert.

## Inhalt
Das 1556 in der Sammlung "Die Morgengesäng für die Kinder, neulich zusammengebracht…" veröffentlichte Lied entfaltet das Bibelwort Wach auf, der du schläfst, und steh auf von den Toten, so wird dich Christus erleuchten (Eph 5,8-14 ).
Das Lied formuliert eingangs (1 und 3) in der Anrede an die Gemeinde (Kinder) das Kommen Christi, der in den folgenden Strophen als das leuchtende Licht beschrieben wird. Das Lied mündet (9) in einen abschließenden Lobgesang der Gemeinde.
Strophe 1 leitet programmatisch mit dem Weckruf ein und geht auf den Morgenstern über, der die Welt taghell erleuchtet. Dies entfalten adventlich gestimmte Willkommensgrüße. Der erste (Strophe 2–3) wendet sich an den schönen Stern, der in Anspielung an den Stern von Betlehem in Strophe 3 die Erkenntnis und das Wort Christi, des Sohnes der Maria, bringt. Die Strophen 4 und 5 schildern ihn als den Morgenstern und Gottes Wort. Die Strophen 4, 5 und 7 verstärken reformatorisch, der Morgenstern selbst sei Gottes Wort. Die Strophen 4 bis 6 charakterisieren die nächtliche Finsternis als lebensbedrohende Macht, die es auszutreiben gilt. Strophe 6 begrüßt den Tag, der bei Alber auch ein Christusbild ist, (siehe sein Abendlied Christe, du bist der helle Tag) und schließlich heißt ihn die in Erwartung befindliche Gemeinde willkommen als die Sonne, das Licht der Welt.

## Text
1. Steht auf, ihr lieben Kinderlein!

Der Morgenstern mit hellem Schein

lässt sich frei sehen wie ein Held

und leuchtet in die ganze Welt.

2. Sei uns willkommen, schöner Stern,

du bringst uns Christus, unsern Herrn,

der unser lieber Heiland ist,

darum du hoch zu loben bist.

3. Ihr Kinder sollt bei diesem Stern

erkennen Christus, unsern Herrn,

Marien Sohn, den treuen Hort,

der uns leuchtet mit seinem Wort.

4. Gotts Wort, du bist der Morgenstern,

wir können dein gar nicht entbehrn,

du musst uns leuchten immerdar,

sonst sitzen wir im Finstern gar.

5. Leucht uns mit deinem Glänzen klar

und Jesus Christus offenbar’,

jag aus der Finsternis Gewalt,

dass nicht die Lieb in uns erkalt.

6. Sei uns willkommen, lieber Tag,

vor dir die Nacht nicht bleiben mag.

Leucht uns in unsre Herzen fein

mit deinem himmelischen Schein.

7. O Jesu Christ, wir warten dein,

dein heilig Wort leucht’ uns so fein.

Am End der Welt bleib nicht lang aus

und führ uns in deins Vater Haus.

8. Du bist die liebe Sonne klar,

wer an dich glaubt, der ist fürwahr

ein Kind der ewgen Seligkeit,

die deinen Christen ist bereit’.

9. Wir danken dir, wir loben dich

hier zeitlich und dort ewiglich

für deine groß Barmherzigkeit

von nun an bis in Ewigkeit.
Das Lied findet sich als Morgenlied und Adventslied im Evangelischen Gesangbuch (EG 442).